# Dream Part.02
Dream Part.02 – piąty minialbum południowokoreańskiej grupy Astro, wydany 1 listopada 2017 roku przez wytwórnię Fantagio Music. Ukazał się w dwóch edycjach „Wish” i „Wind”. Płytę promował singel „Crazy Sexy Cool”. Sprzedał się w nakładzie 56 284 egzemplarzy w Korei Południowej (stan na styczeń 2018 r.).
10 stycznia 2018 roku zespół wydał limitowaną edycję albumu Dream Part.02 'With', która wyprzedała się w liczbie 10 tys. egzemplarzy tylko w przedsprzedaży. Limitowany album zawierał dodatkowo wiersz Eunwoo, ukryte „podziękowania” i polaroidowe zdjęcia członków, które wykonali sami.

## Lista utworów
| CD | CD                                                                                     | CD                                                                    | CD                                                                            | CD                                                        | CD      |
| Nr | Tytuł utworu                                                                           | Tekst                                                                 | Kompozycja                                                                    | Aranżacja                                                 | Długość |
| -- | -------------------------------------------------------------------------------------- | --------------------------------------------------------------------- | ----------------------------------------------------------------------------- | --------------------------------------------------------- | ------- |
| 1. | „With You”                                                                             | Jin-ri (Full8loom); Rap Making: Rocky                                 | Yeong-gwang-ui Eolguldeul (Full8loom), Jin-ri (Full8loom), Jake K (Full8loom) | Yeong-gwang-ui Eolguldeul (Full8loom), Jake K (Full8loom) | 3:26    |
| 2. | „Crazy Sexy Cool” (kor. 니가 불어와 (Crazy Sexy Cool) Niga bul-eowa (Crazy Sexy Cool)) | 100% seojeong; Rap Making: JinJin, Rocky                              | LDN Noise, Adrian McKinnon                                                    | LDN Noise, Adrian McKinnon                                | 3:16    |
| 3. | „Butterfly”                                                                            | Jung Jo-hyun(e.one), Choi Hyun-joon(e.one); Rap Making: JinJin, Rocky | Jung Jo-hyun(e.one), Choi Hyun-joon(e.one)                                    | Jung Jo-hyun(e.one), Choi Hyun-joon(e.one)                | 3:35    |
| 4. | „Run”                                                                                  | Jin-ri (Full8loom)                                                    | Yeong-gwang-ui Eolguldeul (Full8loom), Jin-ri (Full8loom)                     | Yeong-gwang-ui Eolguldeul (Full8loom)                     | 3:39    |
| 5. | „Eoneusae ulin” (kor. 어느새 우린, ang. Better With You)                               | Iggy Young-bae; Rap Making: JinJin, Rocky                             | Iggy Young-bae                                                                | Iggy Young-bae                                            | 3:30    |

## Notowania
| Lista                        | Pozycja |
| ---------------------------- | ------- |
| Gaon Weekly Album Chart      | 2       |
| Gaon Monthly Album Chart     | 12      |
| Billboard World Albums Chart | 6       |
| Five Music (Tajwan)          | 5       |